# Hololena adnexa
Hololena adnexa là một loài nhện trong họ Agelenidae.
Loài này thuộc chi Hololena. Hololena adnexa được Ralph Vary Chamberlin & Willis J. Gertsch miêu tả năm 1929.